# وثنية قوطية

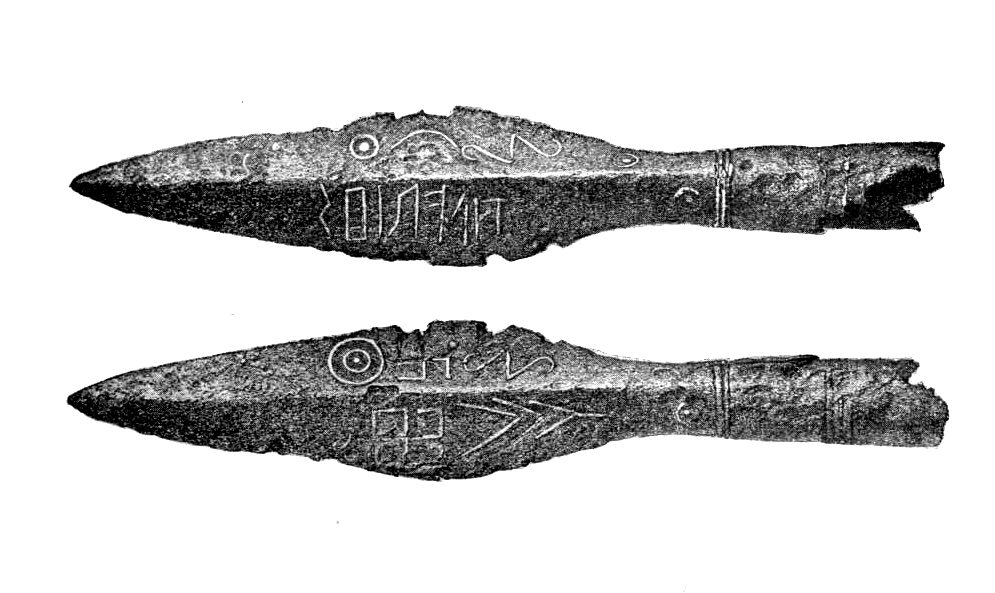

الدين القوطي: هو الدين الأصلي للقوط قبل اعتناقهم المسيحية.

## نبذة تاريخية
ظهر القوط لأول مرة في السجلات التاريخية في أوائل القرن الثالث، ونُصّروا (حوّلوا إلى المسيحية) في القرنين الرابع والخامس. لذا، تقتصر المعلومات حول شكل الوثنية الجرمانية التي مارسها القوط قبل التنصير على إطار زمني ضيق نسبيًا وقليل التوثيق في القرنين الثالث والرابع.
كانت القرية أو العشيرة (كوني) مركز العبادة القوطية، أقام القرويون وجبة القرابين الشعائرية تحت قيادة الريكس (الزعماء). اعتبر الريكس أنفسهم أوصياء على التقاليد الإثنية. ظهر هذا بوضوح في الاضطهاد القوطي للمسيحيين في سبعينيات القرن الرابع، عندما رأى الريكس أثاناريك أن الدين المسيحي الجديد يهدد امتيازه كريكس، فاضطهد القوط المعتنقين المسيحية (لا الأجانب المسيحيين) ردًا على هذا: وفقًا لكتاب آلام ساباس القوطي، أُعدم ساباس بسبب اعتناقه المسيحية (أو بالأحرى لرفضه التضحية للآلهة القبلية)، ولكن تُرك رفيقه، الكاهن سانسالس، لأنه كان أجنبيًا.
يُحتمل أن عملية التكوين الإثني بدأت بعد استقرار القوط في سيثيا في القرن الثاني. وأن معظم «قوط» القرن الثالث والرابع لم ينحدروا حقًا من الدول الإسكندنافية بل تكونوا (مثل «الهون» في القرن التالي) من سكان غير متجانسين وحِدوا تحت اسم «القوط» بحكم خضوعهم للنخبة التي شكلتها سلالات الريكس الحاكمة.
كان الدين القوطي قبليًا بحتًا، وكان تعدد الآلهة وعبادة الأسلاف فيه أمران لا ينفصمان. نعلم أن سلالة أمالي ألّهوا أسلافهم، الأنسيس (إيسر)، وأن الطرونجة افتتحوا المعارك بأغاني المديح لأسلافهم.
وصل التنصير التدريجي لشرائح الشعب القوطي إلى نقطة تحول في سبعينيات القرن الرابع. أدت الحرب الأهلية بين الريكس المسيحي فريتيغرن والريكس الوثني أثاناريك إلى تدخل عسكري روماني لدعم الطرف المسيحي، ما أدى إلى الحرب القوطية (376-382). سمح الرومان لعدد من القوط المسيحيين ظاهريًا، بما في ذلك الأساقفة والكهنة، بعبور نهر الدانوب، لكن الذين «بدت عليهم الفظاظة للوثنيين الرومان، والترويع للمسيحيين الرومان»، افتُرض أنهم كانوا في الحقيقة قوطًا وثنيين ارتدوا ملابس رجال دين مسيحيين ليمنحهم الرومان حق اللجوء.

## الممارسات الدينية
تتشابه كلمة god (الرب) مع الكلمة القوطية (guth) التي تعني صنمًا وثنيًا (يُفترض أنه تمثال خشبي من النوع الذي حمله وينغوريك على عجلة حربية عندما دعا المسيحيين القوط لعبادة الآلهة القبلية، وأعدمهم بعد رفضهم). وأصبحت كلمة تدل على الرب المسيحي في الإنجيل القوطي، بتغيير جنسها النحوي، لهذا المعنى الجديد فقط، من محايد إلى مذكر. يُفترض أن اسم القوط أنفسهم منسوب، ويعنى «أولئك الذين يُريقون الخمر» (بينما كان «الصنم» القوطي هو مقصد الإراقة). كانت الكلمتان اللتان تدلان على «التضحية» و«مضحي» هما بلوتان (blotan) وبلوستريس (blostreis)، واستخدمتا في الإنجيل القوطي بمعنى «العبادة المسيحية» و«الكاهن المسيحي».
يعتبر غياب الأسلحة كأثاث جنازي إحدى الخصائص التي تُميز الدين القوطي عن جميع أشكال الأديان الجرمانية المبكرة الأخرى. ففي حين احتوت قبور المحاربين الوثنيين في الدول الإسكندنافية وإنجلترا وألمانيا على الأسلحة دائمًا تقريبًا، توقفت هذه الممارسة مع التنصير، بدا أن القوط الوثنيين لم يشعروا بالحاجة إلى دفن موتاهم مع الأسلحة. ربما نشأ هذا من حقيقة أن مدافن الأسلحة اشتهرت بين الشعوب الوثنية في القرنين الخامس والسادس، ربما كوسيلة لإرساء مكانة دائمة لبعض العائلات عن طريق طقوس الدفن في فترة من التصاعد الاقتصادي وتزايد التنافس بين المجموعات، أي بعد تنصير القوط.
يُوثق إيمان القوط بالسحرة بقصة الهاليورن الاسكتلنديين أساسًا، الذين طردهم الملك فيليمر من القبيلة، فتزاوجوا بعد ذلك بأرواح شريرة وأنجبوا الهون، الذين دمروا الإمبراطورية القوطية في النهاية. يُشبّه ولفرام رفض القوط النكرومانسية (استحضار الأرواح) أو السحر برفض الإسكندنافيين الوثنيين سحر المشعوذين الفلنديين أو الشامان.